# عنبرگ
عَنبَرْگ با نام علمی باکیرا کیپلینگی (نام علمی: Bagheera kiplingi) نام یک گونه از خانواده عنکبوت‌های جهنده است که بومی کشورهای آمریکای مرکزی مثل مکزیک، کاستاریکا و گواتمالا است. این عنکبوت به دلیل رژیم غذایی گیاهخواری که دارد بسیار مورد توجه زیست‌شناسان قرار گرفته‌است. هیچ گونهٔ شناخته‌شدهٔ دیگر از خانوادهٔ عنکبوت‌ها دارای چنین رژیم جالب‌توجه گیاهخواری نیست.
نام نخست این عنکبوت برگرفته از کارکتر باکیرا، پلنگ سیاه داستان کتاب جنگل است و نام دوم این حشره، برگرفته از نام نویسنده همان اثر یعنی رودیارد کیپلینگ است. فقط گونهٔ نر این عنکبوت در سال ۱۸۹۶ توصیف شد. برای بیش از ۱۰۰ سال بعد و در سال ۱۹۹۶، گونهٔ ماده نیز توسط وین مدیسون توصیف شد. فارغ از اقدامات مختلف شناخته‌شدهٔ مبتنی بر شکارگری، شواهدی قطعی در دست است که نشان می‌دهد سهم عمدهٔ سبد تغذیه‌ای این حشره از گیاهان است هر چند، سازوکار بلع، هضم و به‌طور کلی متابولیسم این عنکبوت هنوز به‌طور کامل مورد بررسی قرار نگرفته‌است و این موضوع از آن جهت حائز اهمیت است که غالب عنکبوت‌ها، شکارهای خود را با کمک و استفاده از آنزیم‌هایی گوارشی به صورت خمیر و به تعبیر دیگر از پیش‌هضم‌شده تبدیل می‌نمایند.
سهم این عنکبوت از گیاهخواری بسته به شرایط محیطی کاملاً متفاوت است. در مکزیک بیش از ۵۰٪ درختان واچی‌لیا کولینسی محل اقامت و تغذیه عنکبوت باکیرا کیپلینگی است که تقریباً و به صورت انحصاری، از همین رژیم گیاهی خاص تغذیه می‌کند. در کاستاریکا این عنکبوت در کمتر از ۵٪ گیاهان آکاسیا ساکن است. مشاهدهٔ زادآوری ماده‌های بالغ این ایده را در ذهن محققان متبادر نموده که باکیرا کیپلینگی گونه‌ای است با خو و خصلت گروه‌گرایی.